# Бавовник
Баво́вник (Gossypium) — рід багаторічних рослин родини мальвових.

## Опис
Рослини бавовнику являють собою кущ з міцним прямим стеблом заввишки до 1—1,5 м і більше. З нижніх листкових пазушних бруньок розвиваються ростові пагони, а вище по стеблу — плодові. На ростових гілках утворюються плодові гілки 2-го порядку. Листки розташовуються на стеблі по спіралі.
Плід — 3—5-гнізда коробочка з 20—40 насінинами, вкритими жорсткими волосками (волокнами двох типів). Ці волокна становлять високий комерційний інтерес. Вони відокремлюються від насіння в бавовноочисному процесі.
Збирають волокно разом з насінням (бавовна-сирець). У багатьох сортів насіння буває вкрите ще й підпушком (волоски від 3 до 15 мм).

## Види
Радянський учений Ф. М. Мауер встановлював для роду Gossypium 35 видів: 30 диких і 5 культурних. Станом на 2009 рік, рід містив близько 50 видів. Більшість диких бавовників є диплоїдні.
З культурних видів найпоширеніші бавовник мексиканський (Gossypium hirsutum), бавовник індокитайський (Gossypium arboreum) і вид Gossypium barbadense, до якого належать найкращі за якістю і довжиною волокна сорти єгипетського і радянського тонковолокнистого бавовнику. У субтропічній зоні й далі на північ бавовник вирощується як однорічна культура.

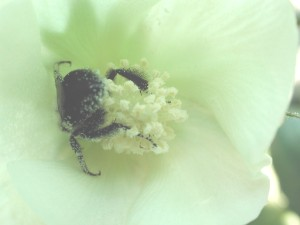
Запилення квітки бавовнику джмелем

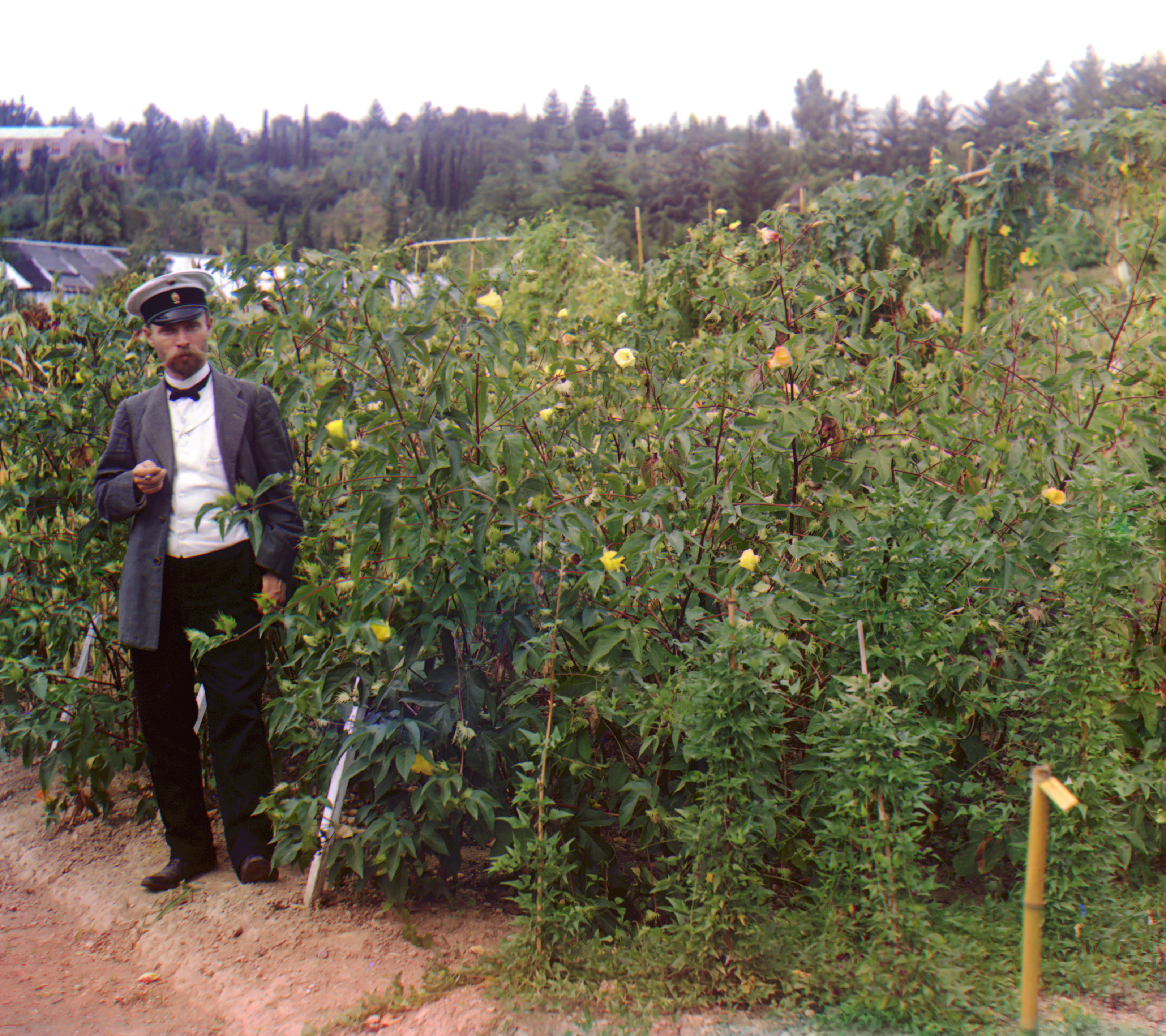
Бавовняні поля в Ботанічному саді Сухумі, фото близько 1912

Підрід Gossypium
- Gossypium arboreum
- Gossypium herbaceum — Бавовник трав'янистий[2]

Підрід Houzingenia
- Gossypium raimondii
- Gossypium thurberi

Підрід Karpas
- Gossypium barbadense
- Gossypium darwinii
- Gossypium hirsutum — бавовник звичайний
- Gossypium mustelinum
- Gossypium tomentosum

Підрід Sturtia
- Gossypium australe
- Gossypium sturtianum

### Раніше поміщені в рід Gossypium
- Gossypioides brevilanatum
- Gossypioides kirkii
- Kokia drynarioides

## Господарське значення
Культивований бавовник хоча і є багаторічною рослиною, проте найчастіше його вирощують як однорічник. Основне призначення бавовнику — одержання волокна — головної сировини для текстильної промисловості. З волокна виготовляють різноманітні тканини, нитки, технічні вироби; з підпушку — вату, штучний фетр та інше; з насіння добувають олію. Макуха — цінний корм для сільськогосподарських тварин. Крім тканин, з бавовнику виготовляють колодій, целулоїд для фотоплівки, сурогат шкіри, гуми тощо.
Бавовник є однією із сільськогосподарських культур, вирощуваних в зонах зрошувального землеробства і найбільш пристосованих до умов пустелі.
Також бавовник виступає значним медоносом, особливо у зонах зрошувального землеробства. Період цвітіння бавовнику близько 2-х місяців, але основний взяток лише місяць. У бавовнику є 2 види нектарників: квіткові та позаквіткові. Квіткові розташовані при основі чашечки із внутрішнього боку. Виділення нектару починається ще до розкриття бутонів, але максимум нектаровиділення припадає на період пиління пиляків. Середньодобова кількість нектару, який виділяє одна квітка, залежить від сорту і коливається в межах від 4,2 до 7,3 мг, вміст вуглеводів до 52 %. Позаквіткові нектарники розташовані під чашечками та на листках, починають виділяти нектар від 2—3-х справжніх листків до відмирання листя. Найбільше нектару із позаквіткових нектарників бджоли збирають у ранішні години, коли вони нагромаджуються великими краплинами. Мед із різних нектарників не відрізняється ні за кольором, ні за смаком. Середня медопродуктивність на зрошувальних районах — 300 кг/га, на незрошувальних — 100 кг/га. Мед світлий, ніжний на смак. Але швидко кристалізується, тому не придатний для зимівлі бджіл.